# Świątkowice (gromada)
Świątkowice – dawna gromada, czyli najmniejsza jednostka podziału terytorialnego Polskiej Rzeczypospolitej Ludowej w latach 1954–1972.
Gromady, z gromadzkimi radami narodowymi (GRN) jako organami władzy najniższego stopnia na wsi, funkcjonowały od reformy reorganizującej administrację wiejską przeprowadzonej jesienią 1954 do momentu ich zniesienia z dniem 1 stycznia 1973, tym samym wypierając organizację gminną w latach 1954–1972.
Gromadę Świątkowice siedzibą GRN w Świątkowicach utworzono – jako jedną z 8759 gromad na obszarze Polski – w powiecie wieluńskim w woj. łódzkim, na mocy uchwały nr 40/54 WRN w Łodzi z dnia 4 października 1954. W skład jednostki weszły obszary dotychczasowych gromad Świątkowice, Swoboda, Kłon(i)czki i Dobrosław ze zniesionej gminy Biała w tymże powiecie. Dla gromady ustalono 10 członków gromadzkiej rady narodowej.
Gromadę zniesiono 31 grudnia 1959, a jej obszar włączono do gromad Naramice (wieś Świątkowice, wieś Swoboda, wieś Bielawy, parcele Świątkowice A i B, kolonię Brzozowiec i kolonię Świątkowice-Swoboda) i Lututów (kolonię Kłoniczki, kolonię Wiry, kolonię Dobrosław, parcelę Dobrosław A i kolonię Dobrosław Ugody).